# Lista biskupów Hólaru
Lista ordynariuszy katolickich, a następnie luterańskich diecezji Hólaru.

## Rzymskokatoliccy
Katoliccy biskupi Hólaru, zwierzchnicy diecezji obejmującej północną Islandię:
- 1106–1121 – Jón Ögmundarson
- 1122–1145 – Ketill Þorsteinsson
- 1147–1162 – Björn Gilsson
- 1163–1201 – Brandur Sæmundsson
- 1203–1237 – Guðmundur góði Arason
- 1238–1247 – Bótólfur
- 1247–1260 – Heinrekur Kársson
- 1263–1264 – Brandur Jónsson
- 1267–1313 – Jörundur Þorsteinsson
- 1313–1322 – Auðunn rauði
- 1324–1331 – Lárentíus Kálfsson
- 1332–1341 – Egill Eyjólfsson
- 1342–1356 – Ormur Ásláksson
- 1358–1390 – Jón skalli Eiríksson
- 1391–1411 – Pétur Nikulásson
- 1411–1423 – Jón Henriksson
- 1425–1435 – Jón Vilhjálmsson
- 1435–1440 – Jón Bloxwich
- 1441 – Róbert Wodbor
- 1442–1457 – Gottskálk Keneksson
- 1458–1495 – Ólafur Rögnvaldsson
- 1496–1520 – Gottskálk grimmi Nikulásson
- 1524–1550 – Jón Arason

Reformacja – Hólar stał się siedzibą biskupów luterańskich.

### Katoliccy biskupi tytularni Hólaru
- 1929–1941 – Martin Meulenberg
- 1942–1972 – Johánnes Gunnarsson
- 1975–1979 – Gerhard Schwenzer
- 1979–1983 – James Anthony Griffin
- 1983–1990 – Lawrence Joyce Kenney
- 1990–1996 – Francisco Javier Errázuriz Ossa
- 1998–2003 – Mathew Moolakkattu
- 2003 – Stanisław Nagy
- 2004–2011 – Stanisław Budzik
- 2011–2021 – Marek Solarczyk
- 2022–obecnie – Dariusz Zalewski

## Protestanccy
Biskupi luterańskiej diecezji Hólar:
- 1552–1569 – Ólafur Hjaltason
- 1571–1627 – Guðbrandur Þorláksson
- 1628–1656 – Þorlákur Skúlason
- 1657–1684 – Gísli Þorláksson
- 1684–1690 – Jón Vigfússon
- 1692–1696 – Einar Þorsteinsson
- 1697–1710 – Björn Þorleifsson
- 1711–1739 – Steinn Jónsson
- 1741–1745 – Ludvig Harboe
- 1746–1752 – Halldór Brynjólfsson
- 1755–1779 – Gísli Magnússon
- 1780–1781 – Jón Teitsson
- 1784–1787 – Árni Þórarinsson
- 1789–1798 – Sigurður Stefánsson

W 1801 roku połączono diecezje Hólaru i Skálholtu. Diecezja hólarska stanowi obecnie część diecezji Reykjavíku. Tytuł biskupa Hólaru noszą biskupi pomocniczy (vígslubiskup) diecezji Reykjavíku.